# Ellen Saint
Ellen Saint (Přerov, 10 de marzo de 1983) es una actriz pornográfica checa, más conocida por sus escenas de sexo anal.

## Premios
- 2005 Premios Ninfa nominada – Mejor Starlet – Road Movies[2]
- 2006 Premios Ninfa nominada – Mejor Actriz de reparto– Guapa e Inaccessible[3]
- 2006 Premios Ninfa nominada – Mejor Escena de Sexo Original – Back 2 Evil 2 (con Nacho Vidal y Rebeca Linares)[3]